# ماری کینل
ماری کینل (انگلیسی: Murray Kinnell؛ ‏ ۲۴ ژوئیهٔ ۱۸۸۹ – ۱۱ اوت ۱۹۵۴) بازیگر اهل انگلستان بود.

## گزیده فیلمشناسی
از فیلم‌ها یا برنامه‌های تلویزیونی که وی در آن نقش داشته‌است می‌توان به آثار زیر اشاره کرد.
جوانان مبارز، انگلیسی باستان، شش سری، عجیب‌الخلقه‌ها، قیمت خرید، راسپوتین و امپراتریس، کلاه، کت و دستکش، آنی در گرین گیبلز، لویدز لندن، شاهزاده و گدا، ناخداهای دلیر،گرند هتل، آخرین روزهای پمپی، دشمن مردم، خانه روتشیلت، کاپیتان بلاد، کاردینال ریشلیو، سه تفنگدار و ولتر